# Миливој Бешлин
Миливој Бешлин (Зрењанин, 1979) јесте српски историчар и колумниста. 

## Биографија
Дипломирао је, магистрирао и докторирао историју на Филозофском факултету Универзитета у Новом Саду.
Он је виши научни сарадник Института за филозофију и друштвену теорију Универзитета у Београду.
Бешлин је био ангажован као предавач на Филозофском факултету Универзитета Црне Горе 2017-2018.
Написао је двотомну монографију Идеја модерне Србије у социјалистичкој Југославији у два тома. Аутор је више десетина научних радова, стручних чланака, елабората. Био је приређивач неколико зборника радова.
Учесник на бројним регионалним и међународним научним скуповима и конференцијама. Учествовао у реализацији четрнаест научних пројеката.
Основао је и кординише Лабораторијом за истраживање социјализма и (пост)југословенских студије (YugoLab) на Институту за филозофију и друштвену теорију.
Писао је чланке и колумне за неколико медија и гласила, попут Пешчаника.
У свом стручном раду се бави темама: национализма, модернизације, реформи у Југославији, антифашизмом и историјским ревизионизмом.

## Ставови
Бешлин се противи преименовању Зрењанина у Петровград. Тврди да би таква промена симболизовала једно-националну превласт у Војводини те насилну и нападну србизацију града.
Сматра да је од увођења вишестраначја владајућа идеологија у Србији национализам, као и да су и власт и опозиција у Србији проистекле из великосрпског шињела.

## Одабрана дела
- Фундаментална мемоарско-документарна књига о једној прекретници: контекст: време, људи, сведочанства, Sarajevo University Press, 2018.
- Идеје модерне Србије у социјалистичкој Југославији, књига 1, Архипелаг, 2022.[5]